# Henryk Kalemba
Henryk Aleksander Kalemba (ur. 15 lipca 1899 w Józefowcu (niem. Josephsdorf) w pow. katowickim, zm. 13–14 kwietnia 1940 w Katyniu) – porucznik rezerwy piechoty Wojska Polskiego, działacz społeczny, kawaler Orderu Virtuti Militari, ofiara zbrodni katyńskiej.

## Życiorys
Syn Józefa i Franciszki z Drongów, urodzony 15 lipca 1899 w Józefowcu (obecnie część miasta Katowice).
Uczestnik I wojny światowej. W 1917 powołany do armii niemieckiej i wysłany na front zachodni. W grudniu 1918 wrócił do kraju i wstąpił do 7 pułku piechoty Legionów. Walczył w wojnie polsko-bolszewickiej, m.in. pod Kubliczami w rejonie Berezyny. W 1920 uczestniczył w walkach pod Dyneburgiem. W tym samym roku delegowany na Górny Śląsk do pracy w POW. Brał udział we wszystkich trzech powstaniach śląskich i aktywnie działał w akcji plebiscytowej. W latach 1919–1920 odniósł rany pod Chyrowem oraz Czeladzią. W 1922 na rynku w Katowicach marszałek Józef Piłsudski odznaczył go Krzyżem Srebrnym Orderem Virtuti Militari w uznaniu zasług wojskowych i powstańczych. W 1928 zdał maturę. Pełnił funkcję komendanta oddziału Związku Powstańców Śląskich oraz prezesa Związku Podoficerów Rezerwy.
1 listopada 1921 został mianowany na stopień podporucznika. W 1922 przeniesiony do rezerwy z przydziałem mobilizacyjnym do 9 pp Leg., a w 1925 do 73 pp. Zweryfikowany w stopniu podporucznika ze starszeństwem z dniem 1 czerwca 1919 w korpusie oficerów rezerwy piechoty. W 1934 pozostawał w ewidencji Powiatowej Komendy Uzupełnień Katowice. Posiadał przydział do 73 pułku piechoty w Katowicach. W 1939 awansowany do stopnia porucznika rezerwy.
W latach 1923–1931 pracował w Śląskim Urzędzie Wojewódzkim w Katowicach, a następnie w Śląskim Towarzystwie Eksploatacji w Katowicach. Od 1938 był współwłaściciel prywatnego przedsiębiorstwa.
Uczestniczył w kampanii wrześniowej 1939. Po agresji ZSRR na Polskę został wzięty do niewoli sowieckiej pod Tarnopolem. Według stanu z kwietnia 1940 był jeńcem obozu w Kozielsku. Między 11 a 12 kwietnia 1940 przekazany do dyspozycji naczelnika Zarządu NKWD Obwodu Smoleńskiego – lista wywózkowa 025/1 z 9 kwietnia 1940 pozycja 58. Został zamordowany między 13 a 14 kwietnia 1940 w Katyniu przez funkcjonariuszy Obwodowego Zarządu NKWD w Smoleńsku oraz pracowników NKWD przybyłych z Moskwy na mocy decyzji Biura Politycznego KC WKP(b) z 5 marca 1940. Ofiary tej zbrodni grzebano w bezimiennych mogiłach zbiorowych, gdzie od 28 lipca 2000 mieści się oficjalnie Polski Cmentarz Wojenny w Katyniu. W miejscu tym prowadzone były ekshumacje i prace archeologiczne, jednak Henryk Aleksander Kalemba nie został zidentyfikowany.

### Życie prywatne
Był związany z Katowicami, gdzie mieszkał w Dębie w okresie międzywojennym. Ożenił się z Bronisławą z Jędrusków, z którą miał córkę Józefę. W 1938 zamieszkał w Białoszewie, pow. szczuczyński. 

## Awanse
- podporucznik – 1921
- porucznik – 1939

## Ordery i odznaczenia
- Krzyż Srebrny Orderu Wojskowego Virtuti Militari – nr 7847[6]
- Krzyż Niepodległości[6][2]
- Krzyż na Śląskiej Wstędze Waleczności i Zasługi
- Krzyż Walecznych[2]

## Upamiętnienie
5 października 2007 minister obrony narodowej Aleksander Szczygło mianował go pośmiertnie na stopień kapitana. Awans został ogłoszony 9 listopada 2007 w Warszawie, w trakcie uroczystości „Katyń Pamiętamy – Uczcijmy Pamięć Bohaterów”.
Od 2018 patron skweru w dzielnicy Dąb w Katowicach (u zbiegu ul. Dębowej i ul. Chorzowskiej).
9 października 2019 odsłonięto w Katowicach mural, przedstawiający portret por. Henryka Kalemby, którego autorem jest Wojciech Walczyk.
12 grudnia 2022 w Katowicach przy ulicy Dębowej – na skwerze jego imienia – odsłonięto tablicę pamiątkową, ku czci Henryka Aleksandra Kalemby.